# Finala Cupei Campionilor Europeni 1966
Finala Cupei Campionilor Europeni 1966 a fost un meci de fotbal, care a avut loc pe Stadionul Heysel, Bruxelles, pe 11 mai 1966. A avut loc între Real Madrid din Spania și Partizan din Iugoslavia 2–1.

## Detalii
| Real Madrid            | 2 – 1  | Partizan    |
| ---------------------- | ------ | ----------- |
| Amancio 35' Serena 76' | Report | Vasović 55' |

| Real Madrid | Partizan |

| REAL MADRID: |    |                         |
|              |    |                         |
| P            | 1  | José Araquistáin        |
| F            | 2  | Pachín                  |
| F            | 3  | Pedro de Felipe         |
| F            | 4  | Ignacio Zoco            |
| F            | 5  | Manuel Sanchís Martínez |
| M            | 6  | Pirri                   |
| M            | 7  | Manuel Velázquez        |
| A            | 8  | Fernando Serena         |
| A            | 9  | Amancio Amaro           |
| M            | 10 | Ramón Grosso            |
| A            | 11 | Francisco Gento (c)     |
| Antrenor:    |    |                         |
| Miguel Muñoz |    |                         |

| PARTIZAN:     |    |                     |
|               |    |                     |
| P             | 1  | Milutin Šoškić      |
| F             | 2  | Fahrudin Jusufi     |
| F             | 3  | Velibor Vasović (c) |
| F             | 4  | Branko Rašović      |
| F             | 5  | Ljubomir Mihajlović |
| M             | 6  | Vladimir Kovačević  |
| M             | 7  | Radoslav Bečejac    |
| A             | 8  | Mane Bajić          |
| A             | 9  | Mustafa Hasanagić   |
| A             | 10 | Milan Galić         |
| A             | 19 | Josip Pirmajer      |
| Antrenor:     |    |                     |
| Abdulah Gegić |    |                     |